# Nettastomatidae
A Nettastomatidae a csontos halak (Osteichthyes) főosztályának sugarasúszójú halak (Actinopterygii) osztályába, azon belül az angolnaalakúak (Anguilliformes) rendjébe tartozó család.
6 nem és 41 faj tartozik a családba

## Rendszerezés
A családba az alábbi nemek és fajok tartoznak.
- Facciolella (Whitley, 1938) – 6 faj
  -  Facciolella castlei
  - Facciolella equatorialis
  - Facciolella gilbertii
  - Facciolella karreri
  - Facciolella oxyrhyncha
  - Facciolella saurencheloides

- Hoplunnis (Kaup, 1860) – 9 faj
  - Hoplunnis diomediana
  - Hoplunnis macrura
  - Hoplunnis megista
  - Hoplunnis pacifica
  - Hoplunnis punctata
  - Hoplunnis schmidti
  - Hoplunnis sicarius
  - Hoplunnis similis
  - Hoplunnis tenuis

- Nettastoma (Rafinesque, 1810) – 5 faj
  - Nettastoma falcinaris
  - Nettastoma melanurum
  - Nettastoma parviceps
  - Nettastoma solitarium
  - Nettastoma syntresis

- Nettenchelys (Alcock, 1898) – 8 faj
  - Nettenchelys dionisi
  - Nettenchelys erroriensis
  - Nettenchelys exoria
  - Nettenchelys gephyra
  - Nettenchelys inion
  - Nettenchelys paxtoni
  - Nettenchelys pygmaea
  - Nettenchelys taylori

- Saurenchelys (Peters, 1864) – 8 faj
  - Saurenchelys cancrivora
  - Saurenchelys cognita
  - Saurenchelys fierasfer
  - Saurenchelys finitimus
  - Saurenchelys halimyon
  - Saurenchelys lateromaculatus
  - Saurenchelys meteori
  - Saurenchelys stylura

- Venefica (Jordan & Davis, 1891) – 5 faj
  - Venefica multiporosa
  - Venefica ocella
  - Venefica proboscidea
  - Venefica procera
  - Venefica tentaculata